# Каширово
Каширово — деревня в Клепиковском районе Рязанской области. Входит в состав Болоньского сельского поселения.

## География
Находится в северной части Рязанской области на расстоянии приблизительно 20 км на запад-северо-запад по прямой от районного центра города Спас-Клепики.

## История
На карте 1850 года показана как Каширова (Казыкина). В 1859 году здесь (тогда деревня Егорьевского уезда Рязанской губернии) было учтено 50 дворов, в 1897 — 80. 

## Население
Численность населения: 348 человек (1859 год), 480 (1897), 6 в 2002 году (русские 100%), 3 в 2010.